# Wee Tian Siak
Wee Tian Siak (chiń. upr. 黄天锡; chiń. trad. 黃天錫; pinyin Huáng Tiānxī; ur. 26 kwietnia 1921 w Singapurze, zm. 29 lipca 2004) – chiński i singapurski koszykarz, dwukrotny olimpijczyk.

## Życiorys
Wee był zawodnikiem powoływanym do trzech różnych reprezentacji, grając przede wszystkim jako center. Podczas Letnich Igrzysk Olimpijskich 1948 był kapitanem drużyny Republiki Chińskiej (powołany do kadry po uprzednim dobrym występie na Chińskich Igrzyskach Narodowych). Zagrał we wszystkich ośmiu spotkaniach, które Chińczycy rozegrali na tym turnieju, zdobywając łącznie 27 punktów. Chiny zajęły 18. lokatę wśród 23 zespołów. Wee był również chorążym podczas ceremonii otwarcia igrzysk.
Na igrzyskach olimpijskich w 1952 roku miał zagrać dla Tajwanu, jednak z powodu rozłamu z Chinami kontynentalnymi drużyna nie pojawiła się na igrzyskach. Następnie został wraz z kilkoma chińskimi zawodnikami namówiony do reprezentowania Singapuru na arenie międzynarodowej przez właściciela czasopisma „Nanyang Commercial Daily”. W 1956 roku wystąpił wraz z drużyną Singapuru na igrzyskach olimpijskich w Melbourne, będąc po raz kolejny kapitanem zespołu. Zagrał we wszystkich siedmiu spotkaniach, które reprezentacja rozegrała na tym turnieju. Wee zdobył w nich łącznie 39 punktów, w tym m.in. 12 punktów w wygranym spotkaniu przeciwko Tajlandii. Singapurczycy zajęli ostatecznie 13. miejsce wśród 15 zespołów.
W koszykówkę grał przez 22 lata. Następnie został trenerem – prowadził koszykarską kadrę Singapuru podczas Igrzysk Azji Południowo-Wschodniej 1959.